# Phoma colensoi
Phoma colensoi är en lavart som beskrevs av Cooke 1890. Phoma colensoi ingår i släktet Phoma, ordningen Pleosporales, klassen Dothideomycetes, divisionen sporsäcksvampar och riket svampar.   Inga underarter finns listade i Catalogue of Life.